# Benkovac
Benkovac (italsky Bencovazzo) je město v chorvatské Dalmácii, administrativně je součástí Zadarské župy. Nachází se 30 km východně od Zadaru a 26 km severovýchodně od Biogradu na Moru. Městečko bylo založeno v 15. století jako hlavní sídlo chorvatských knížat Benkovičů. V 16. století jej ovládli Turci. V době srbské agrese v 90. letech městečko utrpělo velké ztráty.

## Obyvatelstvo
Ve městě žilo v roce 2011 2 866 obyvatel. Kromě vlastního města k němu administrativně náleží dalších 40 sídel: Benkovačko Selo, Bjelina, Brgud, Bruška, Buković, Bulić, Dobra Voda, Donje Biljane, Donje Ceranje, Donji Karin, Donji Kašić, Donji Lepuri, Gornje Biljane, Gornje Ceranje, Islam Grčki, Kolarina, Korlat, Kožlovac, Kula Atlagić, Lisičić, Lišane Tinjske, Medviđa, Miranje, Nadin, Perušić Benkovački, Perušić Donji, Podgrađe, Podlug, Popovići, Pristeg, Prović, Radošinovci, Raštević, Rodaljice, Smilčić, Šopot, Tinj, Vukšić, Zagrad a Zapužane. V celé této opčině žilo v roce 2011 11 026 obyvatel, z nichž 84,88 % tvořili Chorvati a 13,78 % Srbové.
Obyvatelstvo se živí převážně zemědělstvím (chov dobytka, pěstování vína). V okolí města se těží kámen.

## Historie
Benkovac se rozvíjel velmi pozvolna. V roce 1847 zde byla otevřena první pošta. Roku 1865 získal telegrafní spojení se zbytkem tehdejšího Rakousko-Uherska, roku 1925 vlastní vodovod, od roku 1966 je pak napojen i na chorvatskou železniční síť (trať Knin–Zadar). V blízkosti města žil po nějakou dobu také i známý spisovatel Vladan Desnica. Rodákem z Benkovace byl také i inženýr Branko Žeželj.
Město, které bylo historicky i se svým okolím národnostně rozděleno, bylo v 90. letech 20. století součástí tzv. republiky Srbská krajina, mezinárodně neuznaného státu vzniklého na území Chorvatska během války v letech 1991–1995. Chorvatská vláda nad ním získala kontrolu až po Operaci bouře v roce 1995.